# Kodama (Album)
Kodama (jap. für „Baumgeist“ oder „Echo“) ist das fünfte Studioalbum der französischen Blackgaze-Band Alcest. Es wurde am 30. September 2016 über das deutsche Musiklabel Prophecy Productions herausgegeben.
Das Album stellt eine musikalische Rückkehr zum Blackgaze dar, nachdem Neige auf dem Vorgänger-Album Shelter auch große Einflüsse des Dream Pop in seiner Musik verarbeitet hatte. Kodama stellt ein Konzeptalbum dar, das die Konfrontation der natürlichen mit der vom Menschen geschaffenen Welt beschreibt. Neige habe sich dabei vom Animefilm Prinzessin Mononoke des japanischen Zeichners Hayao Miyazaki inspirieren lassen.
Auch ist Kodama das erste Album, auf dem Indria Saray als Bassist zu hören ist, obwohl er bereits seit 2010 mit Neige zusammenarbeitet. Das Album schaffte wie sein Vorgänger Notierungen in den internationalen Charts. So stieg es auf Platz 15 in Deutschland und erstmals auf Platz 62 in den schweizerischen Charts ein. Außerdem gelangen der Band Charteinstiege in beiden belgischen Albumcharts, in Wallonien und Flandern.
Kodama erschien als reguläre CD im Digipak mit sechs Titeln und als Buch mit zwei CDs und einem Bonustitel sowie auf Vinyl-Schallplatte und Download. Kodama hat eine Gesamtspiellänge von 42 Minuten und 12 Sekunden bzw. 48 Minuten und 18 Sekunden. Die Liedtexte sind wie auf allen Vorgängerwerken von Alcest auf Französisch verfasst.

## Entstehung und Inspiration

### Produktion
Die Aufnahmearbeiten für Kodama dauerten mehrere Monate. So war Alcest von Januar 2016 bis April des gleichen Jahres im Aufnahmeprozess des Albums. Die Schreibarbeiten für das Album nahmen bereits knapp drei Jahre in Anspruch, sodass die Musiker bereits nach Beendigung der Aufnahmen des vierten Albums Shelter begannen Material für ihr fünftes Album, welches später Kodama genannt werden sollte, zu erarbeiten.
Während Shelter in Island mit dem Sigur-Rós-Musiker Jón Þór Birgisson aufgenommen worden war, entschieden sich die Musiker für die Studioaufnahmen von Kodama in Frankreich und mit Benoît Roux, der bereits früher mit Alcest an den Alben Écailles de Lune und Souvenirs d’un autre monde gearbeitet hatte, zusammenzuarbeiten.

### Musikalische Einflüsse und lyrische Inspiration
Neige hat sich auf Kodama sehr von der japanischen Mythologie und Kultur beeinflussen lassen, daher der Name des Albums. In einem Interview mit Moritz Grütz von Metal1.info antwortete Niege auf die Frage nach der Idee hinter dem Albumtitel, dass er [Neige] mit Alcest von der Betrachtung der Natur als Verbindung mit seinen persönlichen Gefühlen und seiner Spiritualität als Inspiration sehe und daher der Name passend sei. Da Kodama in Japan auch „Echo“ bedeuten kann sagte er im gleichen Interview, dass das Album auch die Vergangenheit der Musiker widerklingen lasse und daher eine schöne Metapher bilde. Allerdings gebe es, so Neige, kein Bezug zum Plattencover, da das Album eine andere Geschichte erzähle.
Als Inspirationsquelle diente der Animefilm Prinzessin Mononoke des japanischen Zeichners Hayao Miyazaki. Neige sagt, dass das Album den Konflikt zwischen der natürlichen und der von dem Menschen geschaffenen Welt beschreibt. Auch sagte er aus, dass er den Charakter San in dem Film mag, da sie eine der beiden Welten repräsentiere: Sie ist ein Mensch, die aber von den Tiergöttern im Wald aufgezogen wurde. Neige könne sich gut mit dem Charakter identifizieren, da er ähnliche Gefühle in sich trage. Zudem beschreibt er die Lebensweise der Menschen in Japan als beeindruckend, vor allem aber die Kontraste zwischen der modernen Welt auf der einen Seite und das traditionsbewusste und spirituelle Leben auf der Anderen. Auch die zwei Reisen von Alcest nach Japan flossen in das Album mit ein. Die Gruppe spielte Akustikkonzerte in japanischen Tempelanlagen. Eine weitere Inspiration lieferten auch die Terroranschläge in Paris im November des Jahres 2015 und der Anschlag auf Charlie Hebdo, in etwa für das Plattencover.
Musikalisch ließen sich Alcest von verschiedensten Künstlern beeinflussen und inspirieren, darunter Grimes’ Album Visions, die letzten beiden Alben von Tool – Lateralus und 10,000 Days –, Dinosaur Jr., The Smashing Pumpkins, Cocteau Twins, The Cure, Explosions in the Sky und Sonic Youth.

### Plattencover
Das Plattencover wurde von Fortifem angefertigt. Neige bat ihn, zu jedem Lied des Albums ein spezielles Artwork zu entwerfen. Der Sänger plante ein Plattencover im Anime-Stil. Fortifem ließ sich beim Anfertigen der Illustrationen vom japanischen Zeichner Takato Yamamoto inspirieren. Neige zählt sich selbst als großer Fan der Kunst Yamamotos.

## Titelliste

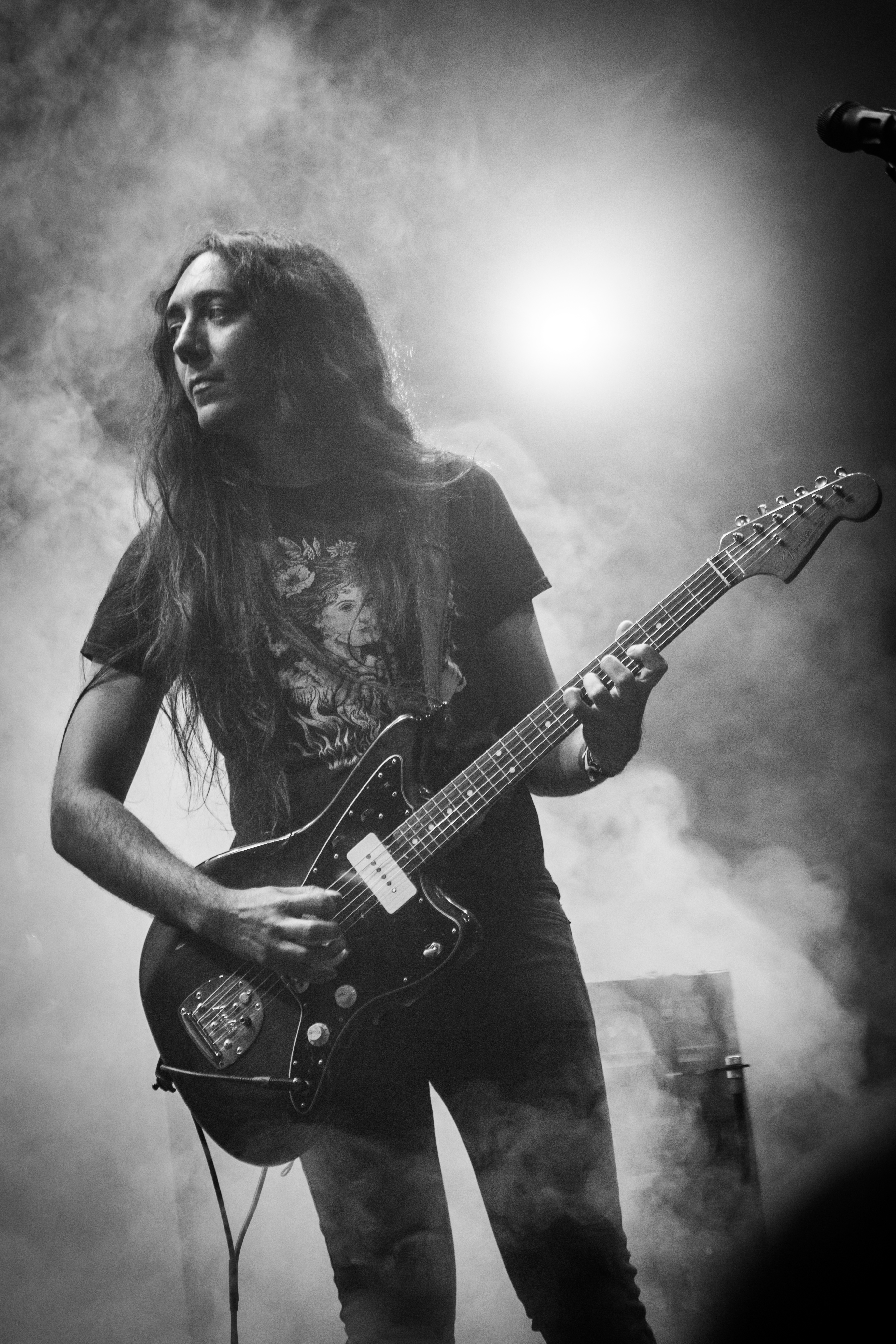
Neige von Alcest auf dem Prophecy Fest, 2016.

| #  | Titel                                                     | Komponist | Länge | Anmerkungen                      |
| -- | --------------------------------------------------------- | --------- | ----- | -------------------------------- |
| 1. | Kodama („Baumgeist“ oder „Echo“)                          | Neige     | 9:07  | mit Kathrine Shepard             |
| 2. | Éclosion („Schraffierung“)                                | Neige     | 8:54  |                                  |
| 3. | Je suis d’ailleurs („Ich lebe irgendwo anders“)           | Neige     | 7:22  |                                  |
| 4. | Untouched („Unberührt“)                                   | Neige     | 5:12  |                                  |
| 5. | Oiseaux de proie („Raubvögel“)                            | Neige     | 7:50  |                                  |
| 6. | Onyx                                                      | Neige     | 3:51  |                                  |
| 7. | Notre sang et nos pensées („Unser Blut und unser Denken“) | Neige     | 6:06  | Bonuslied auf der Deluxe-Version |

## Promotion

### Konzertreisen
Um erste Werbung für Kodama zu machen, tourte Alcest gemeinsam mit der japanischen Post-Rock-Band Mono zwischen dem 27. Oktober und dem 3. Dezember 2016 durch Europa. Die Konzertreise startete im Beatpol in Dresden und endete nach Stationen im Vereinigten Königreich, in der Schweiz, Slowenien, Österreich, Frankreich, Italien, in den Niederlanden, Schweden, Dänemark, Belgien, Norwegen, Polen, Ungarn, in der Slowakei schließlich mit einem Auftritt im Club Rockstadt in Brașov, Rumänien. Es folgte eine Konzertreise durch Nordamerika, vornehmlich in den Vereinigten Staaten und Kanada mit The Body und Creepers im Vorprogramm. Die Tournee fand zwischen dem 19. Januar und 19. Februar 2017 statt.
Vom 27. März bis zum 7. Mai 2017 spielte die Gruppe Konzerte in Osteuropa, Südeuropa, Asien und in Australien. Dabei spielte die Gruppe in Griechenland, in der Türkei, Israel, Russland, Belarus, in der Ukraine, Japan, in der Volksrepublik China, Hongkong, Neuseeland und Australien, ehe die Gruppe für den Festivalsommer nach Mitteleuropa zurückkehrte. Alcest wurde für das Resurrection Fest, das Graspop Metal Meeting, das Hellfest, das Dour Festival und das Rockharz Open Air angekündigt.
Ende 2017 absolvierte Alcest eine weitere ausgedehnte Europatournee in Begleitung der Band Anathema. Dabei führte diese Konzertreise auch durch Finnland, Estland, Bulgarien, Tschechien und Luxemburg. Die Optimist Tour startete am 23. September 2017 in Belfast, Nordirland und endete am 18. November 2017 in Luxemburg, Luxemburg. Alcest spielte im Sommer 2018 erstmals auf dem französischen Ableger des Download-Festivals in Paris. Im Juni spielte das Duo ihre erste Konzertreise durch Lateinamerika; im Juli tritt Alcest erstmals in Indien im Rahmen des Bangalore Open Air auf. Im Herbst folgte eine weitere Tournee durch mehrere mitteleuropäische Staaten, bei der Kodama in voller Länge gespielt wurde.
Alcest erklärten den Tourzyklus für Kodama nach ihrer Konzertreise durch Nordamerika Ende des Jahres 2018 für beendet.

### Liedveröffentlichungen
Am 4. August 2016 wurde die erste Single namens Oiseaux de proie offiziell mitsamt einem Interview über das US-amerikanische Magazin Vice ausgekoppelt. Ende August folgte mit Je suis d’ailleurs die Veröffentlichung einer zweiten Singleauskopplung.

## Rezeption

### Kommerzieller Erfolg
Kodama stieg als zweites Album nach Shelter im Jahr 2014 in die deutschen Albumcharts ein, wo es auf Platz 15 einstieg und sich eine Woche lang halten konnte. Auch erreichte das Album erstmals eine Notierung in den schweizerischen Albumcharts. Dort landete das Album auf Platz 62 und hielt sich wie in Deutschland eine Woche lang in den Charts auf. Außerdem erreichte Kodama Einträge in den belgischen Charts, die in den Regionen Wallonien und Flandern geteilt ist.
Kodama verpasste indes eine Notierung in den offiziellen Albumcharts der Vereinigten Staaten, sondern stieg stattdessen auf Platz 8 in die Heatseekers Charts ein und erreichte außerdem Einträge in den Independent Albums Charts, in den Hard Rock Charts und den Top Rock Albums Charts, die allesamt durch das Musikmagazin Billboard ermittelt werden. Innerhalb der ersten Verkaufswoche wurde das Album laut der Kolumne Metal by Numbers des Onlineportals Metalinsider.net 1.750 mal in den Vereinigten Staaten verkauft.

### Kritiken
| Professionelle Bewertungen | Professionelle Bewertungen |
| Durchschnittswertungen     | Durchschnittswertungen     |
| Quelle                     | Bewertung                  |
| -------------------------- | -------------------------- |
| Metacritic                 | 87 %                       |
| Rezensionen                |                            |
| Quelle                     | Bewertung                  |
| Allmusic                   | [ 20 ]                     |
| Exclaim!                   | [ 21 ]                     |
| Metal Hammer (UK)          | [ 22 ]                     |
| Intro                      | Ohne Wertung               |
| Powermetal.de              | [ 24 ]                     |
| Laut.de                    | [ 25 ]                     |
| Metal Hammer (DE)          | [ 26 ]                     |
| Plattentests.de            | [ 27 ]                     |
| Whiskey-soda.de            | [ 28 ]                     |

Kodama erhielt überwiegend positive Kritiken von der Fachpresse. Bei Metacritic erhielt es eine Wertung von 87 Prozent basierend auf fünf englischsprachige Rezensionen der Musikpresse. Dieser Wert bedeutet, dass das Album einen weltweiten Erfolg erreicht hat.

#### Englischsprachige Kritiken
Tom Jurek schrieb, dass Alcest mit dem 2014 veröffentlichten Shelter letztendlich den Metal hinter sich gelassen hätten, um Platz für einen verträumten Indie-Pop zu schaffen. Auf Kodama, so Jurek, hätten die Musiker ihre Liebe für härtere Klänge wiedergefunden. Der titelgebende Opener des Albums, Kodama, verschmelze die Musik des Shoegaze mit dem umfassenden Klang von Neiges Gitarrenspiel und dem als wundervoll empfundenen Gesang von Kathrine Shepard, während Éclosion an den Black Metal früherer Tage erinnere. Adam Nizam vom kanadischen Exclaim! schrieb, dass das Duo auf Kodama zu ihren musikalischen Wurzeln, die aus Black Metal, Post-Rock und Shoegaze bestehe, zurückgekehrt sei, nachdem die Musiker diese auf Shelter verlassen hätten. Mit Kodama habe die Gruppe, verglichen mit den früheren Werken des Duos, einen Schritt in die richtige Richtung getan. Die japanische Kultur als musikalischen Ausgangspunkt für das Album zu wählen, liefere Stoff für eine einzigartige musikalische Reise, auch wenn diese auf Kodama laut Nizam zu kurz geraten sei. Auch Luke Morton von der britischen Ausgabe des Metal Hammer zeigte sich sichtlich begeistert von Kodama, auch wenn Gruppen wie Deafheaven und Ghost Bath, die ebenfalls dem gleichen Genre als angehörig beschrieben werden, härtere Geschütze aufführen.

#### Deutschsprachige Kritiken

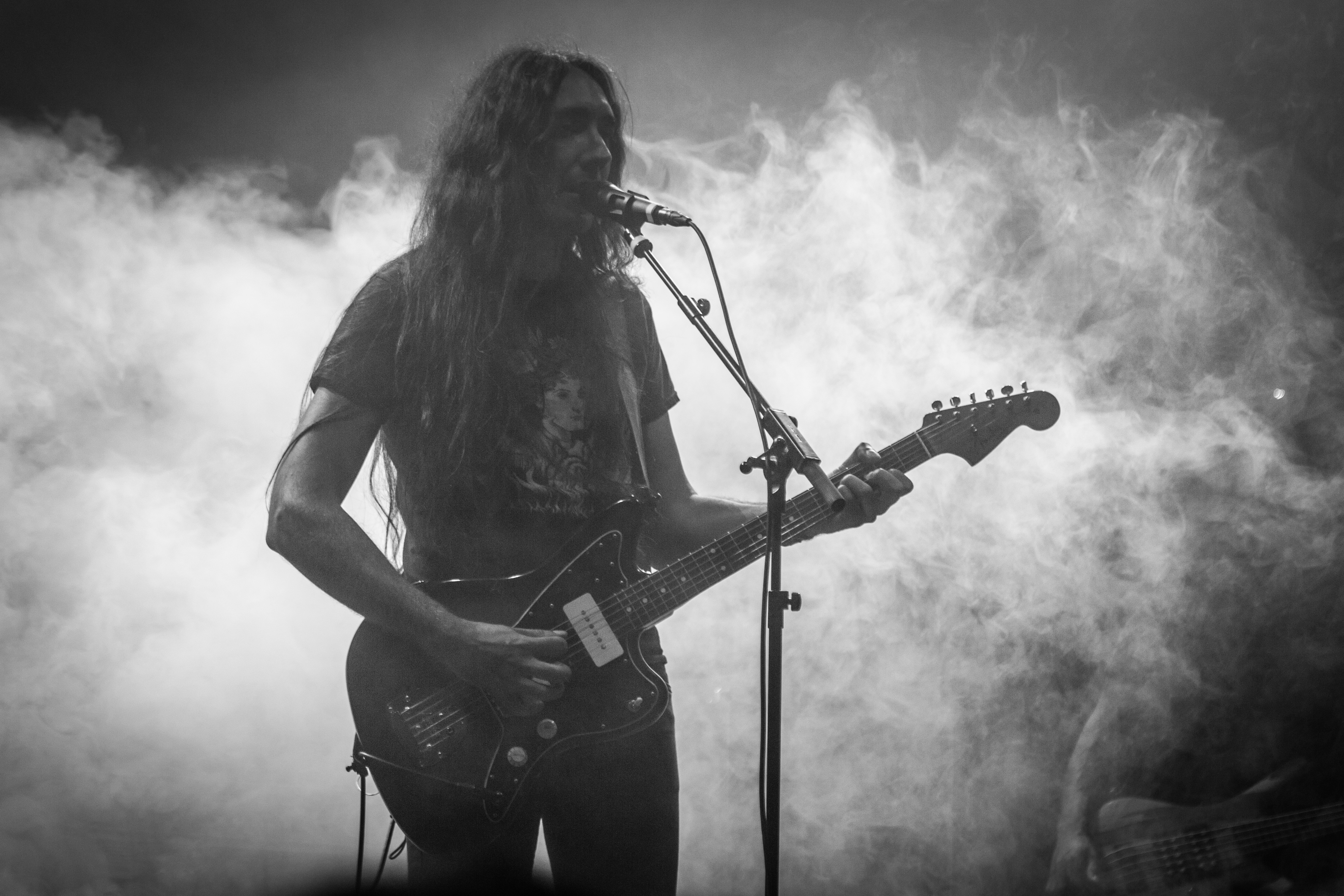
Neige von Alcest, 2016.

Alex Klug vom Onlinemusikportal Laut.de schreibt, dass Alcest auf Kodama zu ihren musikalischen Wurzeln zurückgekehrt und auf der steten Suche nach klanglicher Perfektion seien. Dabei versuche die Gruppen, ihre als zahm beschriebenen Liedstrukturen, die die Gruppe auf Shelter abgeliefert habe mit altbekannten musikalischen Einflüssen zu kombinieren. Laut Klug wurde diese Herausforderung auf Kodama mit Bravour gemeistert. Die Musik erinnere stark an verschiedene Post-Rock-Bands wie Wolves in the Throne Room. Er kommt zum Schluss, dass das Album für herbstliche Abende mit Chai Latte und Bukowski-Lektüre bestens geeignet sei. Dennoch müssten Neige und Winterhalter sich ihren Ruf als innovative Kapelle wieder zurückerarbeiten. Kathrin Riedl schrieb für die deutschsprachige Ausgabe des Metal Hammer, dass es den Franzosen um den etwas eigen wirkenden Niege und dessen Definition von Musik gelinge, alte als neue Fans für seine Musik zu gewinnen. Es gelängen Alcest auf Kodama Tendenzen in beide Richtungen, wobei die „zart fließenden, nie langweiligen Melodien“ die „sphärische Basis“ bildeten. Valentin Erning vom Musikmagazin Intro bestätigte Riedls Meinung, dass das Duo die Musik von Shelter auf Kodama mit der unverwechselbaren Tonalität der früheren Werke verknüpfe. Erning schrieb, dass Kodama „ein Album wie aus einem Guss“ geworden sei und beschrieb das Werk als „ein andersweltlicher Klang-Atlas voller verwunschener Melodien, sachte umspült von zarter Distortion, der schließlich in warmen Drones eindämmert.“

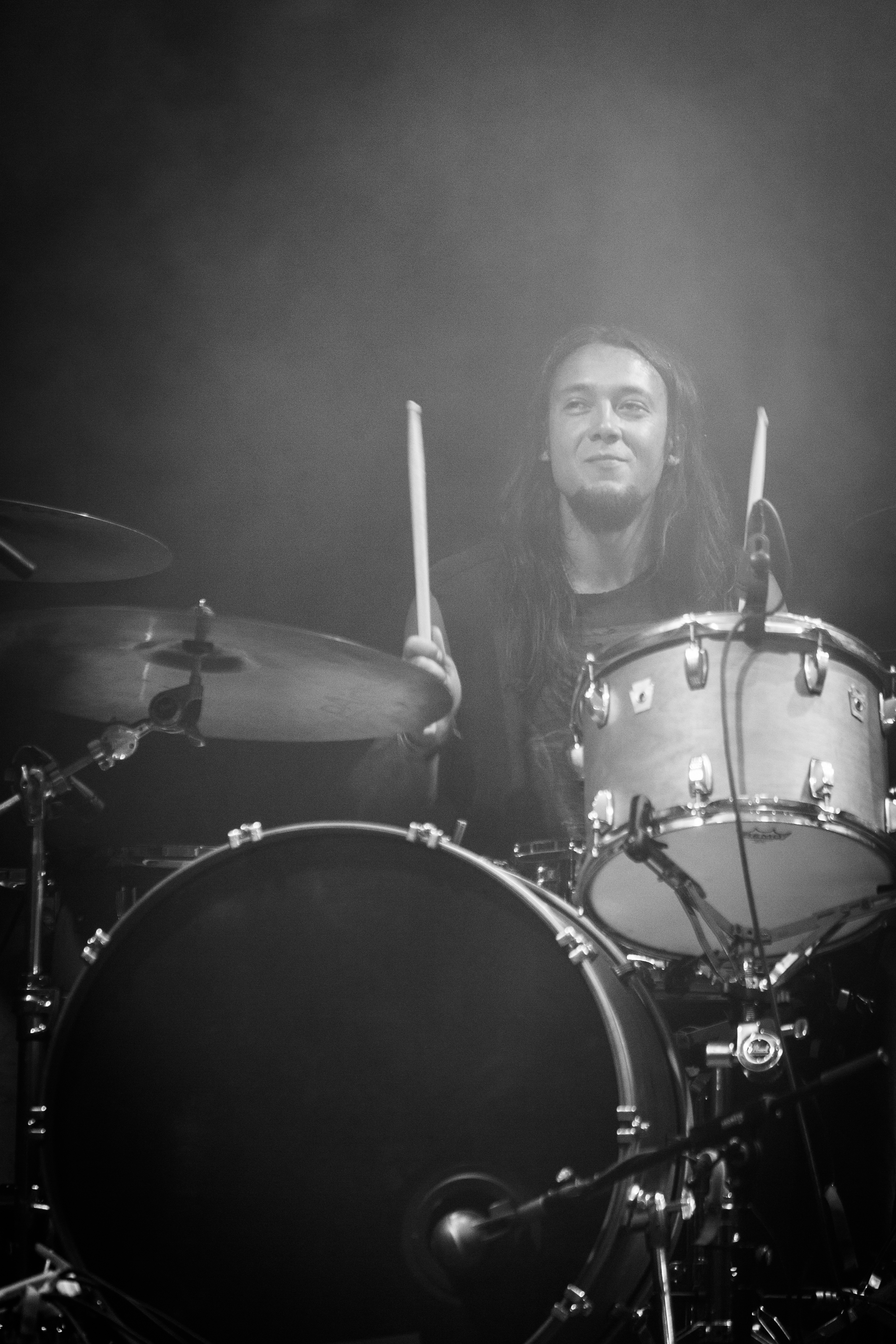
Jean „Winterhalter“ Deflandre, 2016.

Florian Zandt vom deutschen Visions schrieb, dass der Black Metal früherer Tage sich lediglich im Schreigesang Neiges und den Blastbeats des Schlagzeugspiels in den Stücken Oiseaux de proie und Je suis d‘ailleurs im Hintergrund der eigentlichen Klangstrukturen wiederfinde. So klinge Alcest auf Kodama wie die Screamo-Post-Rock-Vermenger Envy als eine Mischung aus Wolves In the Throne Room und Deafheaven. Nicht nur verarbeite Neige die Konfrontation zwischen Natur und Kultur, die durch den Film Prinzessin Mononoke beeinflusst werde, sondern greife im Stück Je suis d’ailleurs auch die Kurzgeschichte Der Außenseiter des Horror-Autors H. P. Lovecraft auf. Zandt nannte die Musik von Alcest einen Hybriden aus Post-Rock, Shoegaze und gar dem Post-Hardcore. Markus Bellmann von Plattentests.de schrieb, dass Alcest die Abkehr vom Black Metal im Jahr 2014 gebraucht hätten, um zwei Jahre später wieder zu diesem zu finden und mächtiger als je zuvor in das Gesamtkonzept der Musik einzubauen. Henrik Beeke vom Ox-Fanzine bezeichnet Alcest auf Kodama als eine „shoegazende Version von The Cure“, wobei auch Sigur Rós als musikalischer Einfluss genannt wird. Er schreibt, dass der Genrebegriff Blackgaze nicht mehr auf Alcest zutreffe, trotz des unterschwelligen Einsatzes von Melancholie.
Laut Tobias Dahs von Powermetal.de sei Kodama ein Album geworden, dass als Bindeglied zwischen der musikalischen Vergangenheit und Gegenwart betrachtet werden könne. Die Lieder werden als „wunderbar“ und „verträumt“ beschrieben, „die es dem Hörer ermöglichen die Realität für eine gute Stunde komplett hinter sich zu lassen.“ Etwas weniger euphorisch wurde Kodama bei Whiskey-soda.de empfangen. Es heißt dort, dass das Album mit den klassischen Elementen des Post-Rock beginnen und an Anathema erinnern würde. Der Kritiker kam zum Schluss, dass es gut sei, dass es heute möglich sei, bei Internetprovidern einzelne Stücke zu erstehen. Es heißt, dass neuere Alcest-Fans das Album blindlings kaufen würden; Fans der ersten Stunde empfiehlt der Rezensent lediglich das Lied Oiseau de Proie, da es an Grift und Uada erinnere.

## Auszeichnungen
| Jahr | Auszeichnung                         | Kategorie        | für    | Resultat  |
| ---- | ------------------------------------ | ---------------- | ------ | --------- |
| 2016 | Kerrangs Alben des Jahres            | Album des Jahres | Kodama | 49. Platz |
| 2016 | Laut.des Metal-Alben des Jahres 2016 | Album des Jahres | Kodama | 10. Platz |